# Elaeocarpus dinagatensis
Elaeocarpus dinagatensis är en tvåhjärtbladig växtart som beskrevs av Merrill. Elaeocarpus dinagatensis ingår i släktet Elaeocarpus och familjen Elaeocarpaceae. Inga underarter finns listade i Catalogue of Life.